# Верблюзька волость
Верблю́зька во́лость — історична адміністративно-територіальна одиниця Олександрійського повіту Херсонської губернії.
Станом на 1886 рік складалася з 8 поселень, 3 сільських громади. Населення — 10888 осіб (5516 чоловічої статі та 5372 — жіночої), 2177 дворових господарств.
|                     | Площа, десятин | У тому числі орної, дес. |
| ------------------- | -------------- | ------------------------ |
| Сільських громад    | 25719          | 18400                    |
| Приватної власності | —              | —                        |
| Казенної власності  | 3645           | 837                      |
| Іншої власності     | 218            | 76                       |
| Загалом             | 29582          | 19413                    |

Найбільші поселення волості:
- Верблюжка — село при річці Велика Верблюжка за 40 верст від повітового міста, 4627 осіб, 961 двір, 2 православні церкви, школа, земська станція, 10 «лавок», трактир, 3 ярмарки: 15 серпня, 9 травня та всеїдна, базари по неділях.
- Вершино-Кам'янка  — село при річці Кам'янка, 4018 осіб, 748 дворів, православна церква, школа, 12 «лавок».
- Спасова — село при річці Верблюжка, 2243 особи, 439 дворів, православна церква, школа, 3 «лавки».

За даними 1896 року у волості налічувалось 28 поселень, 3161 дворове господарства, населення становило 17 695 осіб.